# این شرح بی‌نهایت
این شرح بی‌نهایت یک مجموعه تلویزیونی محصول سال ۱۳۶۷ به کارگردانی هنری اسماعیل خلج، حمید حمزه و  حمید لبخنده است که از شبکه دو پخش شد.
این مجموعه اپیزدیک برگرفته از حکایت‌های سندبادنامه می‌باشد.
نام برخی از قسمت‌ها: بازرگان و پسران، حدیث روزگار، حکایت مرد کارگر، مرد حریص، خلیل آهنگر، یک کیسه توهم

## بازیگران
1. رضا بابک
2. گلچهره سجادیه
3. محبوبه بیات
4. محمد مطیع
5. احمد آقالو
6. محمود جعفری
7. ناصر هاشمی
8. فرشید ابراهیمیان
9. حسن دادشکر
10. حمید عبدالملکی
11. سعید خاکسار
12. علی زرینی
13. محمدرضا شمس
14. ارژنگ فرخ پیکر
15. اسماعیل خلج
16. جمیله شیخی
17. ایرج راد
18. حسین محب‌اهری
19. گوهر خیراندیش
20. شهاب احمدی نژاد
21. پرویز پورحسینی